# Acronychia pedunculata
Acronychia pedunculata är en vinruteväxtart som först beskrevs av Carl von Linné, och fick sitt nu gällande namn av Friedrich Anton Wilhelm Miquel. Acronychia pedunculata ingår i släktet Acronychia och familjen vinruteväxter. Inga underarter finns listade i Catalogue of Life.